# Jean-Pierre Beltoise
Jean-Pierre Maurice Georges Beltoise (Párizs, 1937. április 26. – Dakar, Szenegál, 2015. január 5.) francia motor- és autóversenyző, Formula–1-es pilóta.

## Pályafutása
Beltoise három év alatt tizenegy nemzeti bajnoki címet szerzett motorkerékpár versenyzőként. 1962 és 1964 között a gyorsaságimotoros-világbajnokságban versenyzett 50, 125 és 250 cm³-es osztályban. Legjobb eredménye egy 1964-ben, a világbajnokság összetettjében elért hatodik hely volt az 50 cm³-es kategóriában.
1963-ban egy 1100 cm³-es Rene Bonnet sportautóval versenyzett. Versenyzői karrierje majdnem végeszakadt a reims-i 12 órás autóversenyen elszenvedett balesete után, amikor eltört a karja. Beltoise 1965-ben a Formula–3 sorozatban versenyzett, amelyet megnyert, majd a következő szezonban a Formula–2-re váltott.
1966-ban mutatkozott be a Formula–1-ben, ahol egy V12-es Matrával versenyzett. Az 1968-as holland nagydíjon érte el addigi legjobb eredményét: másodikként ért célba, és a verseny leggyorsabb körét is megfutotta. 1969-ben Ken Tyrrell Matra csapatához került, ahol Jackie Stewart volt a csapattársa, és az 1969-es francia nagydíjon második lett. 1971-ben a Matra sportautó csapatánál versenyzett, ám Buenos Airesben belekeveredett egy balesetbe, amelynek során életét vesztette Ignazio Giunti olasz pilóta. Ezután nemzetközi versenyzői licencét felfüggesztették egy időre. 1972-ben csatlakozott a BRM csapathoz, és az 1972-es monacói nagydíjon, egy esős versenyen megszerezte csapata és saját első Formula–1-es győzelmét. A Formula–1-ből az 1974-es szezon után vonult vissza.
Később tesztpilóta volt a Ligier csapatnál, majd a francia túraautó-sorozatba kapcsolódott be, ahol kétszer győzött egy BMW-vel. Versenyzett a rallycross-ban is, itt egy Alpine-Renault autóval francia bajnok lett. 1981-ben visszatért a túraautókhoz, és az 1980-as években Peugeot-val versenyzett. Két fia szintén versenyez.

## Teljes Formula–1-es eredménysorozata
(Táblázat értelmezése)

(Félkövér: pole-pozícióból indult; dőlt: leggyorsabb kört futott) 

| Év   | Csapat | 1      | 2      | 3      | 4      | 5      | 6      | 7      | 8      | 9      | 10     | 11     | 12     | 13     | 14     | 15     | Helyezés | Pont |
| ---- | ------ | ------ | ------ | ------ | ------ | ------ | ------ | ------ | ------ | ------ | ------ | ------ | ------ | ------ | ------ | ------ | -------- | ---- |
| 1967 | Matra  | RSA    | MON NK | NED    | BEL    | FRA    | GBR    | GER    | CAN    | ITA    | USA 7  | MEX 7  |        |        |        |        | –        | 0    |
| 1968 | Matra  | RSA 6  | ESP 5  | MON Ki | BEL 8  | NED 2  | FRA 9  | GBR Ki | GER Ki | ITA 5  | CAN Ki | USA Ki | MEX Ki |        |        |        | 9.       | 11   |
| 1969 | Matra  | RSA 6  | ESP 3  | MON Ki | NED 8  | FRA 2  | GBR 9  | GER 5† | ITA 3  | CAN 4  | USA Ki | MEX 5  |        |        |        |        | 5.       | 21   |
| 1970 | Matra  | RSA 4  | ESP Ki | MON Ki | BEL 3  | NED 5  | FRA 13 | GBR Ki | GER Ki | AUT 6  | ITA 3  | CAN 8  | USA Ki | MEX 5  |        |        | 9.       | 16   |
| 1971 | Matra  | RSA    | ESP 6  | MON Ki | NED 9  | FRA 7  | GBR 7  | GER    | AUT    | ITA    | CAN Ki | USA 8  |        |        |        |        | 22.      | 1    |
| 1972 | BRM    | ARG    | RSA Ki | ESP Ki | MON 1  | BEL Ki | FRA 15 | GBR 11 | GER 9  | AUT 8  | ITA 8  | CAN Ki | USA Ki |        |        |        | 11.      | 9    |
| 1973 | BRM    | ARG Ki | BRA Ki | RSA Ki | ESP 5  | BEL Ki | MON Ki | SWE Ki | FRA 11 | GBR Ki | NED 5  | GER Ki | AUT 5  | ITA 13 | CAN 4  | USA 9  | 10.      | 9    |
| 1974 | BRM    | ARG 5  | BRA 10 | RSA 2  | ESP Ki | BEL 5  | MON Ki | SWE Ki | NED Ki | FRA 10 | GBR 12 | GER Ki | AUT Ki | ITA Ki | CAN Hn | USA NK | 13.      | 10   |

† : Nem ért célba, de helyezését értékelték, mivel a teljesítette a versenytáv több, mint 90%-át.